# Przewóz (powieść)
Przewóz – powieść Andrzeja Stasiuka, wydana w 2021 roku nakładem Wydawnictwa Czarne. Bardzo dobrze przyjęta zarówno przez krytyków/recenzentów, jak i czytelników.

## Fabuła
Akcja powieści toczy się na terenie okupowanej Polski w czerwcu 1941 roku, nad rzeką (nie wymienionym z nazwy Bugiem) stanowiącą granicę pomiędzy terenami zajętymi przez Niemców i Sowietów. Niemcy szykują się do ataku na Związek Radziecki, Sowieci zaprowadzają swoje porządki na drugim brzegu. Lubko jest przewoźnikiem, spłonął mu dom i mieszka po niemieckiej stronie u samotnej kobiety, u której stacjonują hitlerowcy. Nad rzekę przybywa żydowskie rodzeństwo – Dora i Maks – uciekające przed Zagładą z nadzieją na znalezienie swojej Ziemi Obiecanej w sowieckim Birobidżanie. Jest tam też Siwy, dowódca małej grupki przypadkowych partyzantów, którzy dzięki posiadanej broni czują się gospodarzami tego terenu i terroryzują starających się przetrwać okolicznych mieszkańców. Wszyscy czekają, w atmosferze niepewności i strachu. Rzeka nie jest tu jedyną przekraczaną granicą, a świat nie jest czarno-biały.

## Wyróżnienia
- nominacja do Nagrody Literackiej „Nike” 2022[6],
- Nagroda Literacka m.st. Warszawy 2022 w kategorii proza[7],
- Nagroda Literacka Prezydenta Miasta Białegostoku im. Wiesława Kazaneckiego za 2021 w kategorii książka roku[8],
- nominacja do Literackiej Nagrody Europy Środkowej „Angelus” 2022[9].